# Ipi
A középbirodalmi vezírt lásd itt: Ipi (vezír).

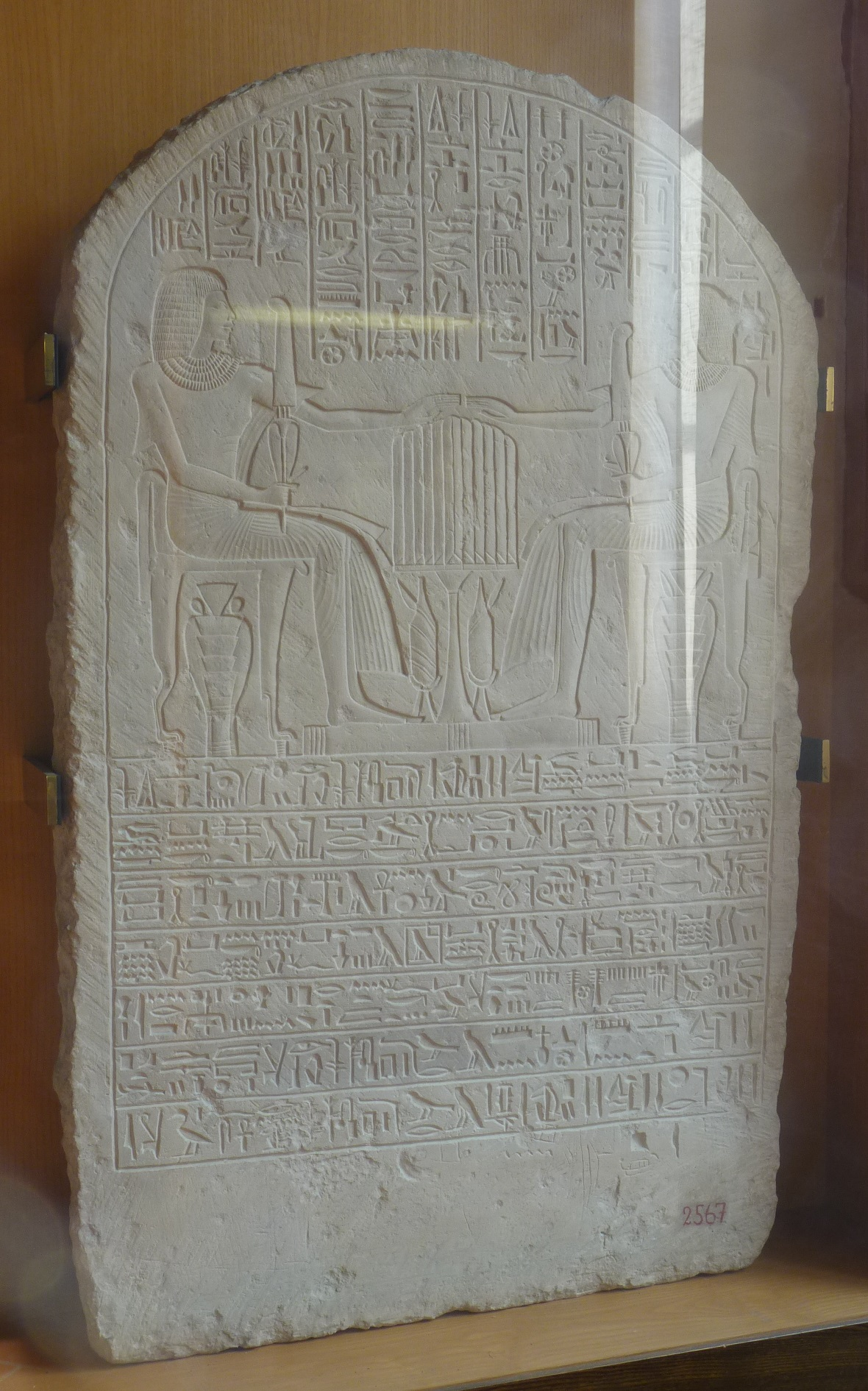
Amenhotep és fia, Ipi sztéléje

Ipi ókori egyiptomi hivatalnok, memphiszi háznagy és királyi írnok volt a XVIII. dinasztia idején, III. Amenhotep és Ehnaton uralkodása alatt.

## Élete
Ipi befolyásos családba született, családjának több tagja is pozíciót töltött be a királyi udvarban. Apja, Amenhotep Hui szintén memphiszi háznagy volt, anyja neve Mai. Nagyapja, Hebi Memphisz polgármestere volt, Ramosze vezír pedig a nagybátyja. Ipi valamivel III. Amenhotep első szed-ünnepe után örökölte apja pozícióját. III. Amenhotep uralkodásának vége felé együtt ábrázolják nagybátyjával, Ramoszéval annak sírjában (TT55). Hivatalát Ehnaton uralkodása alatt is betöltötte, ekkor már nem csak Memphiszben működött, hanem az új fővárosban, Ahet-Atonban is jelen volt. Ehnaton ötödik uralkodási évében jelentést írt a fáraónak, melyben értesítette arról, hogy a memphiszi királyi és templomi birtokokkal is minden rendben van. Később az ahet-atoni palota elöljárója lett; tudni, hogy ebben a városban is volt háza.

## Sírjai
Aidan Dodson szerint Ipi számára a TT136 sír épült Thébában. A sírban állítólag Ehnaton négy ábrázolása volt, amely Oziriszként ábrázolta az uralkodót. Mivel azonban Ipi sosem lakott Thébában, nem valószínű, hogy ez valóban az ő sírja lett volna.
Ipinek talán készült sírja Ahet-Atonban is. A talán neki tulajdonítható sír ma a 10-es számot viseli; kicsi és befejezetlen sír. William C. Hayes szerint kérdéses, hogy ez az Ipi azonos a memphiszi Ipivel, mert a sírban más címek szerepelnek, itt csak királyi írnokként és háznagyként említik a sírtulajdonost. A sír az Amarna-korban szokásos jellegzetességeket mutatja, többek közt szerepel benne az Aton-himnusz, valamint a királyi család, amint Atont imádja; Ehnaton és Nofertiti többek közt Aton kis szobrokkal övezett kártusait ajánlja az istennek, lányaik, Meritaton, Maketaton és Anheszenpaaton szüleik mögött állnak és szisztrumot ráznak.
G. T. Martin említi Ipi memphiszi sírját, melynek helye azonban nem ismert, valószínűleg nincs messze Ipi apjának, Amenhotep Huinak a sírjától. Ipi kanópuszedényei közül kettőt Giovanni Anastasi fedezett fel, ma a leideni Rijksmuseum van Oudhedenben találhatóak. Memphiszi sírjának egy reliefje valamikor 2011 előtt megjelent a műkincspiacon

## Fordítás
- Ez a szócikk részben vagy egészben  az   Ipy (noble) című angol Wikipédia-szócikk ezen változatának fordításán alapul.  Az eredeti cikk szerkesztőit annak laptörténete sorolja fel. Ez a jelzés csupán a megfogalmazás eredetét és a szerzői jogokat jelzi, nem szolgál a cikkben szereplő információk forrásmegjelöléseként.